# Isis Gee
Tamara Diane Wimer, känd som Tamara Gee och tidigare Isis Gee, född 11 oktober 1972 i Seattle i USA, är en amerikansk/polsk sångerska och låtskrivare.
Isis Gee träffade sin polske man Adam i USA, och till slut fick kärleken henne att flytta till Europa och Polen.

## Eurovision Song Contest
Isis Gee representerade Polen i Eurovision Song Contest 2008 i Belgrad i Serbien. Hon framförde sin låt "For Life" i den första av de två semifinalerna, och gick vidare till finalen den 24 maj. I finalen slutade hon på en 24:e plats av 25 deltagande.

## Diskografi
Album
- 2002: Phantom Suite
- 2008: Hidden Treasure
- 2009: Christmas Angel

Singlar
- 2007: Hidden Treasure
- 2007: What You See
- 2008: For Life
- 2008: Fate
- 2008: Christmas Angel